# 島田良臣
島田 良臣（しまだ の よしおみ）は、平安時代前期の貴族。伊賀守・島田清田の孫で、伊勢介・島田忠臣の同母弟。官位は従五位下・大外記。

## 経歴
文章生から加賀権掾を務め、散位を経て貞観15年（873年）少外記に任ぜられる。この間の貞観13年（871年）渤海国入観使・楊成規らが加賀国の海岸に到着しており、良臣が在任中であれば渤海使への応対を務めたことが想定される。また貞観15年（873年）には右大臣・藤原基経以下6名に国史（『日本文徳天皇実録』）編纂の詔があり、これに参画している（この時の官位は正六位上・散位）。
貞観16年（874年）大外記に任ぜられ、貞観18年（876年）従五位下に叙爵する。当時は叙爵すると地方官に転じる傾向が見られるが、良臣はこののち元慶6年（882年）まで長く大外記を務めており、外記としての能力を認められていた可能性を指摘する意見もある。またこの間、元慶2年（878年）に元慶度の日本書紀購書が始まった際に良臣は都議（尚復）を務め、元慶3年（879年）には『日本文徳天皇実録』が完成している。結局国史編纂開始から完成まで携わったのは、責任者の藤原基経と良臣の2人のみであった。元慶5年（881年）加賀介を兼帯するが、ここでも大外記に留まり加賀介は遙任で務めた。また、長きに亘り外記の官職にある一方で、藤原基経の近習も務めていたという。
元慶6年（882年）8月13日卒去。享年51。最終官位は大外記従五位下兼加賀介。良臣の死を悼んだ、兄・忠臣と菅原道真の手による漢詩作品が伝わっている。

## 官歴
注記のないものは『外記補任』による。
- 時期不詳：文章生
- 貞観10年（868年）頃：加賀権掾[11]
- 時期不詳：正六位上[12]
- 貞観15年（873年） 正月13日：少外記
- 貞観16年（874年） 正月15日：大外記
- 貞観18年（876年） 正月7日：従五位下
- 元慶5年（881年） 2月15日：兼加賀介
- 元慶6年（882年） 8月13日：卒去（大外記従五位下兼加賀介）